# Air Transport Europe
Air Transport Europe es una aerolínea basada en Poprad, Eslovaquia. Opera vuelos de emergencias médicas, trabajos aéreos y servicios de helicópteros privados. También es una compañía certificada por AgustaWestland y MIL Helicopters para prestar servicio técnico a sus helicópteros. Su aeropuerto base es el Aeropuerto de Poprad-Tatry, y utiliza dos aeropuertos secundarios, el Aeropuerto de Bratislava-Milan Rastislav Štefánik y el Aeropuerto Internacional de Košice.

## Historia
La aerolínea se fundó en 1990 como una aerolínea chárter, operando un Tupolev Tu-134A y tres helicópteros AgustaWestland AW109. En 1996 fue arrendado un Tu-154B2 a Air Terrex, este sería devuelto en 1998. En 1997 la compañía adquirió un Tu-154M para incursionar en los vuelos regulares, cubriendo la ruta Bratislava-Moscú-Budapest durante dos años. En 1999 se adquirió otro Tu-154M, que era utilizado únicamente para servicios de vuelos chárter. Los dos Tu-154 fueron retirados en el 2000, mientras que el Tu-134 fue retirado en 2001. Esto convirtió a la compañía en una operadora de servicios de helicópteros, y así fue hasta 2004, cuando se adquirió un Cessna Citation.

## Flota
La flota de Air Transport Europe está compuesta por:
- 2 Mil Mi-8 / Mi-8 MTV helicopters
- 10 Agusta A109K2 helicopters
- 1 Eurocopter AS355N helicopter
- 1 PZL Kania Helicopter
- 1 Mi-2 Helicopter
- 1 Cessna 560 Encore business jet

### Flota retirada
- 3 Antonov An-30 (Uno arrendado a Aeroflot, otro a Air Ukraine y otro a Central Districts Airline)

- 1 Tupolev Tu-134

- 1 Tupolev Tu-154B2 (Arrendado a Air Terrex)

- 2 Tupolev Tu-154M

- 1 Yakovlev Yak-40